# De Sluwe Vos
De Sluwe Vos, geboren te Twello, artiestennaam van Robert Vosmeijer, is een Nederlandse diskjockey. 

## Biografie
Vosmeijer begon zijn dj-carrière bij zijn lokale scoutingsvereniging. Hier draaide hij op verschillende feestjes, voordat hij een aantal jaar later op illegale raves in Deventer begon te draaien. Daarnaast had hij ook zijn eigen radioprogramma bij Radio Voorst met de naam Housewerk.
Sinds 2011 brengt hij muziek uit en draait hij in clubs en op festivals. Festivals waar hij in vroegere jaren te vinden was, zijn onder andere de-Affaire (2011), Lil'Hil (2012) en Amsterdam Open Air (2013). In 2013 brak hij door met de single OG Anthem, uitgebracht bij Albion Records. Na dit nummer ging het hard met de artiest. Hij draaide in het najaar van 2013 nog op festivals als Zomerpop en Valhalla, voordat hij in begin 2014 op Noorderslag stond. Hij maakte hij zo indruk, dat 3voor12 zijn optreden benoemde tot het beste op Noorderslag van dat jaar, en dat er verschillende partijen hem benaderde om bij hun labels zijn eerste album uit te brengen.
In 2014 deed hij vervolgens meerdere grote festivals aan, zoals Paaspop, Amsterdam Open Air, Awakenings en ADE. Hij kwam vervolgens in maart van 2015 met het eerste deel van zijn debuutalbum Kontra. Het album werd in drie delen uitgebracht, omdat hij de verschillende stijlen die hij maakte echt als aparte delen wilde uitbrengen, met als gedachte dat fans en dj's die van het zachtere gedeelte (deel 1) hielden, bijvoorbeeld niet de rest hoefden te halen en daarmee geld bespaarden. Op het album staan onder andere een samenwerking met de Nederlandse rapper Sticks. Hij speelde met het album op bijvoorbeeld DGTL, PollerWiesen, Awakenings, Lokerse Feesten, Pukkelpop en Lowlands.
In de jaren 2016 tot en met 2018 was het enigszins rustig met nieuwe muziek, enkel de ep  A (Glitched) Lovestory, maar werd er wel op veel grote plekken gedraaid. Naast de clubtouren door heel Europa en daarbuiten, werd er gespeeld op festivals DGTL, Awakenings, Glastonbury Festival, Lowlands en Soenda Festival. In 2019 werd de ep Dancing Glass Figures (op label DGTL Records) en het album Live at Lowlands (op label Patron Records) uitgebracht. De ep werd gedebuteerd met een show op Eurosonic en het album was een opname van zijn optreden op Lowlands dat jaar.
Hierna werd het het qua nieuwe muziek een tijdje een stuk stiller rondom De Sluwe Vos. Dit kwam deels door de coronacrisis, maar ook omdat Vosmeijer in 2021 samen met de dj Sjamsoedin het project Intercity 106 begon. Met dit project stond hij in 2023 op het festival Eurosonic. Ook solo deed hij weer verschillende festivals aan, zoals Mysteryland en het 909 Festival. In mei 2023 kwam hij samen met Kubus met het album Virtual Excursion en kwam hij solo met het bij Deeptrax Records uitgebrachte ep Terraforming. In 2024 bracht hij bij label Awesome Soundwave (van Carl Cox) het album Now I Understand uit. In augustus 2024 kondigde De Sluwe Vos een clubtour aan waarbij hij tien verschillende clubs langsgaat, en de fans slechts tien euro per ticket hoefden te betalen.